# Semaoun
Semaoun (o Semaoune) è un comune dell'Algeria, situato nella provincia di Béjaïa.